# Jean III de Dreux
Pour les articles homonymes, voir Jean III.
Jean III de Dreux, né en 1295 et mort en 1331, comte de Dreux, seigneur de Montpensier, prince de sang royal, fils de Jean II, comte de Dreux, et de Jeanne de Beaujeu.

## Biographie
Il épouse vers 1329 Ide († 1375), fille de Guy II, seigneur de Rosny et de Laure de Ponthieu. Ce mariage fut sans postérité et son frère lui succéda.
Ide Mauvoisin-Rosny, épousera en secondes noces Mathieu III de Trie le 2 septembre 1363.